# ザポロージャ
ザポロージャ（ウクライナ語:Запорожжя）あるいはザポリージャ（Запорiжжя）は、東ヨーロッパにおけるウクライナの歴史的地名である。現代のウクライナのドニプロペトロウシク州、ザポリージャ州、キロヴォフラード州、ムィコラーイウ州、ヘルソーン州の全地域およびオデッサ州、ドネツィク州、ルハーンシク州の一部の地域を含む。

## 概要
「ザポロージャ」という地名はドニプロ川の下流に存在した早瀬に由来する。15世紀以降、キエフからドニプロ川の早瀬を乗り越した場合、到着先の南部の地域は「越早瀬の地」と呼ばれていた。ウクライナ語において「早瀬」は「ポローグィ」（пороги）と、「越早瀬の地」は「ザポローグィ」（запороги）と読まれていた。時代につれて「ザポローグィ」は「ザポロージャ」に転じた。
元来ザポロージャは、リトアニア大公国とクリミア・ハン国の境界地に広がる「荒野」という未開の地域におけるドニプロ川の下流での小さな局地だった。16世紀になると、ウクライナからのコサックは、その局地で自治制の軍事的組織であるシーチを創建し、シーチの支配領域とザポロージャの地域範囲が同視されるようになり（ザポロージャのシーチ）、コサックは「荒野」を開拓していくに連れて、ザポロージャの境界線が拡大していった。

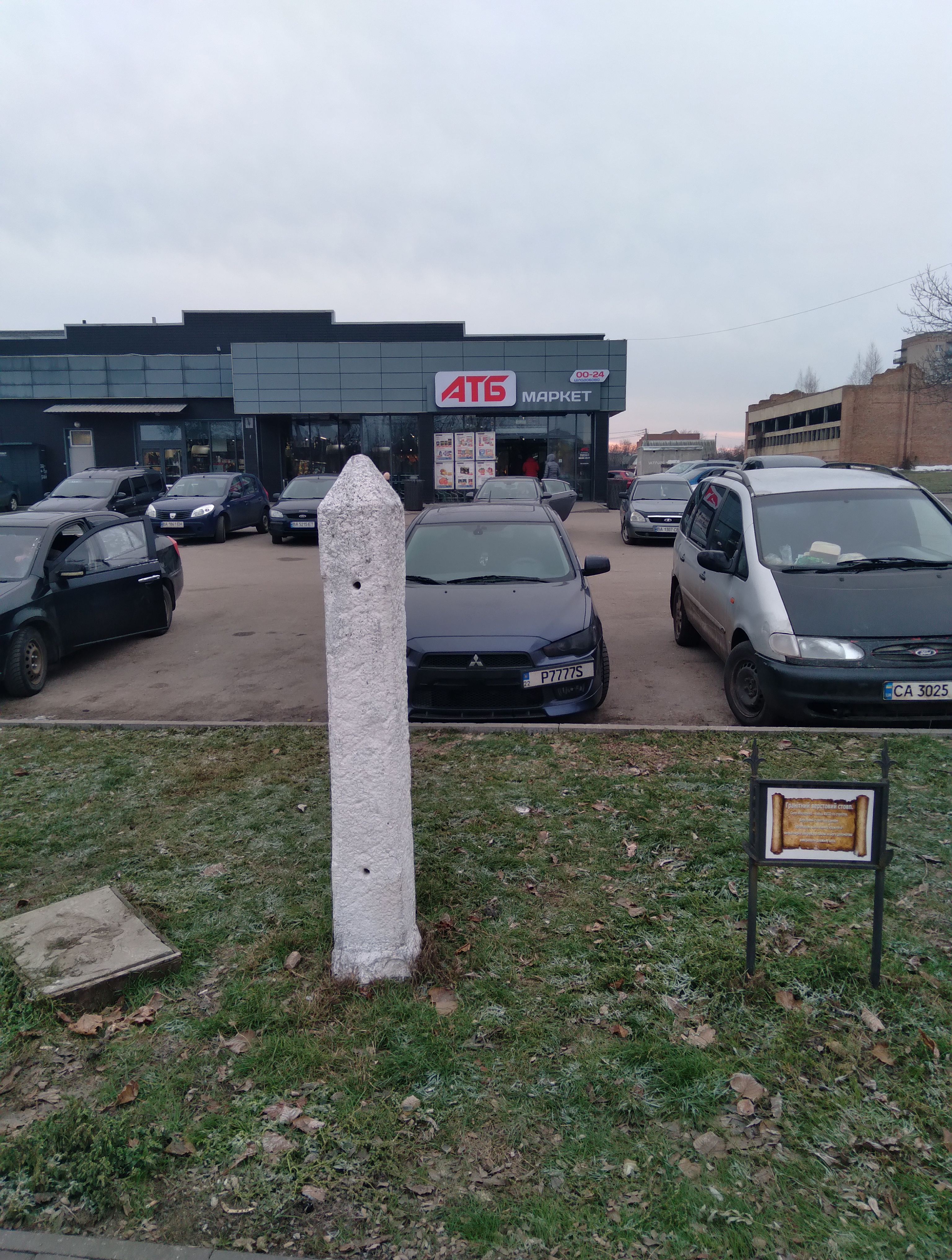
18世紀にコサックが領土を測定するために使用したユニークなグラニッツの柱の1つ。キロヴォフラド地方のモショリン村で発見された。現在はズナミャンカ市にあります。

17世紀から18世紀にかけて、ザポロージャは、シーチを中心とした「下（しも）のザポロージャのコサック軍」（Військо Запорозьке Низове）の支配下の領土を意味していた。それは、南ブーフ川からドネツ川まで広がっていて、東はロシア帝国とドン・コサック軍、南はクリミア・ハン国、西はポーランド・リトアニア共和国とオスマン帝国、北はウクライナ・コサックのヘーチマン国家と接していた。「下のザポロージャのコサック軍」の領土は、州に値するパラーンカという行政単位に区分され、パラーンカはザポロージャという地域の地区としての資格を有していた。

18世紀のウクライナ・コサックの領土（ザポリージャのコサックの領土は黄色でマークされています）

フメリニツキーの乱（1648年-1657年）で、ポーランドからコサック国家が独立することに成功したが、1775年にロシア帝国によってザポロージャのシーチが破壊され、1783年には滅亡したクリミア・ハン国の領域とザポロージャは合併させられ、ノヴォロシア（露: Новороссия、『新ロシア』の意味）に改名させられ、独立は失われた。

## 注
1. ↑  ザポロッジャとも。
2. ↑  ザポリッジャとも。
3. ↑  「下」（Низ）というのは、ザポロージャの別名と、シーチの別名であり、「南」を意味している。北ウクライナに存在していたウクライナ・コサックの国家、ヘーチマン国家の正式国号は「ザポロージャのコサック軍」（Військо Запорозьке）であったので、その国家と連合関係にあった南ウクライナのコサックは、自らの組織を「下のザポロージャのコサック軍」とよんでいた。